# Wilhelm Grebe (Manager)
Wilhelm Grebe (* 26. Januar 1933 in Aurich; † 3. Februar 2019) war ein deutscher Luftfahrtmanager. Er war von 1965 bis 1979 Geschäftsführer des Flughafens Köln/Bonn sowie von 1980 bis 1998 Direktor des Flughafens Hannover und damit vor seinem Eintritt in den Ruhestand Deutschlands dienstältester Flughafendirektor.

## Leben und Karriere
Wilhelm Grebe war der Sohn eines Oberregierungsrats. Seine Kindheit verbrachte er bis 1945 in Berlin. Am Ende des Krieges nach Niedersachsen verschlagen, machte er das Abitur am städtischen Gymnasium in Holzminden und studierte danach Bauingenieurwesen mit der Vertieferrichtung Verkehrswesen an den Technischen Hochschulen Braunschweig und Hannover. Nach dem 1959 bestandenen Diplom-Examen wurde er am Institut für Verkehrswesen der TH Hannover als wissenschaftlicher Mitarbeiter angestellt und promovierte dort 1961 mit einer Dissertation über den europäischen Luftverkehr zum Dr.-Ing.
Seine berufliche Laufbahn begann Grebe 1961 zunächst als Assistent des Direktors beim Flughafen Hannover, Friedrich-Wilhelm Petzel. Anschließend wurde er bei der Deutschen Lufthansa in Frankfurt tätig, wo er bis Ende 1964 als Leiter Flughafenanlagen und als Assistent des Vorstandsmitglieds Prof. Süssenguth tätig war.
Zum 1. November 1965 berief ihn der Aufsichtsrat der Flughafen Köln/Bonn GmbH zum Geschäftsführer der Flughafengesellschaft und damit zum jüngsten Flughafendirektor Deutschlands. Unter seiner Leitung entstand das erste moderne Fluggast-Terminal nach dem Krieg in Deutschland, das 1970 von Bundespräsident Gustav Heinemann feierlich eingeweiht wurde. Der Flughafen wurde in den 70er Jahren zum zweitgrößten Luftfrachtknoten nach Frankfurt ausgebaut, ein Rang, den er in Deutschland bis in die Gegenwart hält.
1968 erhielt Grebe einen Lehrauftrag am Institut für Verkehrswesen der Universität Karlsruhe, wo er bis 1980 wöchentlich Vorlesungen über Luftverkehrsbetrieb und Planung für Anlagen des Luftverkehrs hielt. Vom Kultusminister des Landes Baden-Württemberg wurde er 1973 zum Honorarprofessor ernannt. Neben seinem Hauptberuf war Grebe von 1978 bis 1987 auch Mitglied des Verwaltungsbeirats der Deutschen Forschungs- und Versuchsanstalt für Luft- und Raumfahrt (DFVLR) in Köln, dabei von 1982 an auch Vorsitzender dessen Personal- und Finanzausschusses.
1979 nahm der Flughafen Hannover mit Grebe Kontakt auf mit der Frage, ob er wohl die Nachfolge von Flughafendirektor Prof. Dr.-Ing. Piper, der altersgemäß 1980 ausschied, antreten würde. Da Ende 1979 sein dritter Fünf-Jahres-Vertrag für Köln/Bonn auslief und die Verhandlungen über eine weitere Verlängerung noch nicht abgeschlossen waren, sagte Grebe zu. Der Aufsichtsrat der Flughafen Hannover-Langenhagen GmbH bestellte ihn daraufhin zum 1. Mai 1980 als Flughafendirektor nun in Hannover.
In den dann folgenden 18 Jahren wurde der Flughafen Hannover unter seiner Leitung in Anpassung an die Verkehrsentwicklung kräftig ausgebaut. Es entstanden ein modernes Luftfrachtzentrum, eine weitere Großflugzeughalle und ein Verwaltungsgebäude für die Hapag-Lloyd-Flugzeugwerft, ein neues Werk zur Überholung von Flugtriebwerken für die MTU, großzügige Parkanlagen für die Fluggäste mit mehr als 13 000 Standplätzen und ein neuer Flugsicherungs-Tower. Die Verlängerung der nördlichen Parallel-Start- und Landebahn auf 3800 m befähigte den Flughafen ab 1990, uneingeschränkt auch Starts mit Großflugzeugen über interkontinentale Entfernungen durchzuführen. Ebenso konnten die Verhandlungen mit der Maritim-Gruppe über den Bau eines weiteren Flughafen-Hotels mit über 500 Zimmern zum Abschluss gebracht werden, das 1993 in Betrieb ging. Planung und Bau eines dritten Passagier-Terminals mit dem darunter liegenden S-Bahnhof waren zugleich Krönung und Abschluss seines Wirkens für den Flughafen Hannover.
Grebe war von 1982 bis 1992 Mitglied und ab 1987 Vorsitzender des Verwaltungsbeirats der Bundesanstalt für Flugsicherung. Von 1987 bis 1998 war er zudem ehrenamtlich als Handelsrichter beim Landgericht Hannover tätig.
Seit 1998 verbrachte Grebe seinen Ruhestand in Isernhagen bei Hannover.

## Auszeichnungen
- Bundesverdienstkreuz am Bande (30. Dezember 1992)[3]

## Schriften
- Untersuchung über den Verkehrsbedarf der deutschen Verkehrsflughäfen und seine Berücksichtigung im europäischen Luftverkehrsnetz (=  	Luftfahrt-Forschungsberichte des Bundesministers für Verkehr, Heft 18), zugleich Dissertation vom 9. Dezember 1961 an der Fakultät für Bauwirtschaft der Technischen Hochschule Stuttgart, Düsseldorf: VDI-Verlag, 1963
- Karl Albert Reitz, W. Grebe: Der Drive-in-Flughafen. Konzept für moderne Flughafengebäude, [Köln]: Deutsche Lufthansa AG, Abteilung Bodendienst, [1963]